# Schönburg
Schönburg là một đô thị thuộc huyện Burgenland, bang Sachsen-Anhalt, Đức. Đô thị Schönburg có diện tích 14,83 km², dân số thời điểm ngày 31 tháng 12 năm 2006 là 1123 người. Đô thị này có cự ly 5 km về phía đông của Naumburg, bên sông Saale. Đô thị này thuộc Verwaltungsgemeinschaft ("đô thị tập thể") Wethautal.